# Hôpital Augusta Victoria
L'hôpital Augusta Victoria, (en hébreu מתחם אוגוסטה ויקטוריה, en arabe المُطّلع المُطّلعمستشفى الأو) est un hôpital de Jérusalem qui dépend de la Fédération luthérienne mondiale. Il contient l'église protestante allemande de l'Ascension (en allemand Himmelfahrtskirche), dont le clocher de 50 mètres, qui surmonte le mont des Oliviers, est un point de repère de la ville. Le centre abrite également un accueil pour les pèlerins et les touristes, un café, une école maternelle interconfessionnelle et l'Institut protestant allemand d'archéologie au Proche-Orient. Son nom fait référence à l'impératrice Augusta Victoria, épouse de l'empereur Guillaume II.
Aujourd'hui, l'hôpital Augusta Victoria prodigue des soins médicaux de pointe à tous, sans distinction d'origines, de religion, de nationalité ou de sexe. Ses services comprennent un centre de cancérologie, une unité de dialyse et un centre pédiatrique. C'est le deuxième plus grand hôpital de Jérusalem-Est, la seule unité de soins spécialisés en Cisjordanie et de la bande de Gaza, et il accueille beaucoup de Palestiniens.

## Histoire

### Construction sous l'empire ottoman

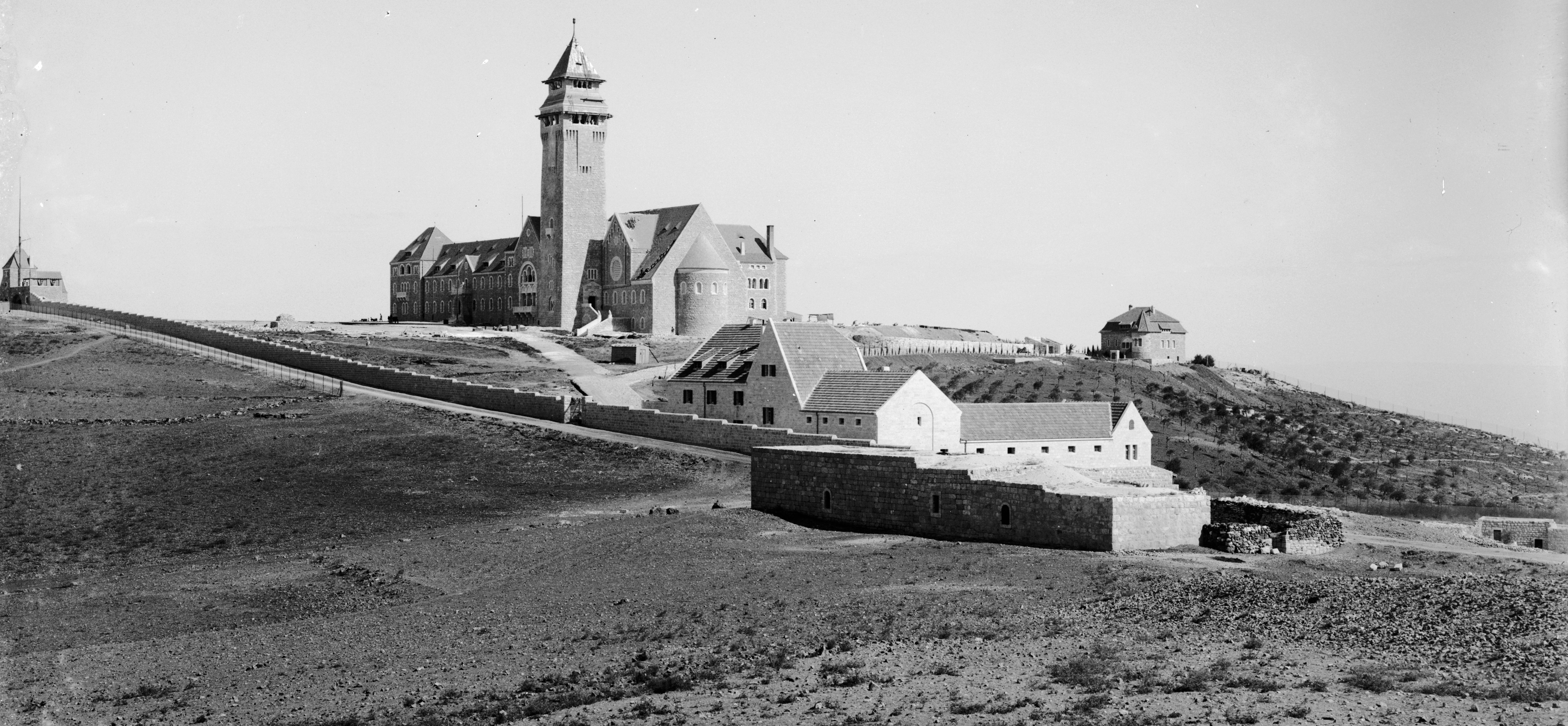
Augusta Victoria Hospice, en 1910.

En 1898, l'empereur allemand Guillaume II visite le Levant, géré par l'Empire ottoman. Le 31 octobre, jour de la fête de la Réformation, il inaugure l'église protestante du Rédempteur, dans la vieille ville de Jérusalem.
Il commande la construction d'une maison d'hôtes pour les pèlerins allemands. Des dons privés sont collectés dans toute l'Allemagne, et les donateurs reçoivent la Croix du Mont des Oliviers. L'architecte, Robert Leibnitz, s'inspire des palais bavarois, comme le château de Hohenzollern. La plupart des matériaux de construction sont importés d'Allemagne. Un clocher de 60 mètres de haut est construit avec quatre cloches, la plus grande pesant six tonnes. Pour transporter ces cloches depuis le port de Jaffa, la route de Jérusalem doit être élargie et pavée, ce qui coûte deux fois le prix du transport des cloches de Hambourg à Jaffa. Les orgues sont installés par le facteur d'orgue allemand Wilhelm Sauer.
Augusta Victoria est le premier bâtiment du pays à disposer de l'électricité, fournie par un générateur diesel. Bien qu'officiellement inaugurée le 10 avril 1910, la construction n'est finalisée qu'en 1914.
L'église est dédiée à l'Ascension, car la tradition situe l'élévation de Jésus-Christ au mont des Oliviers. Elle partage ce nom et cet emplacement avec d'autres églises chrétiennes, l'édicule de l'église de l'Ascension, reste de 1152, le monastère orthodoxe de l'Ascension du Mont des Oliviers, construit en 1906. La France y possède aussi depuis 1868 l'église du Pater Noster.

### Dans la Palestine mandataire britannique

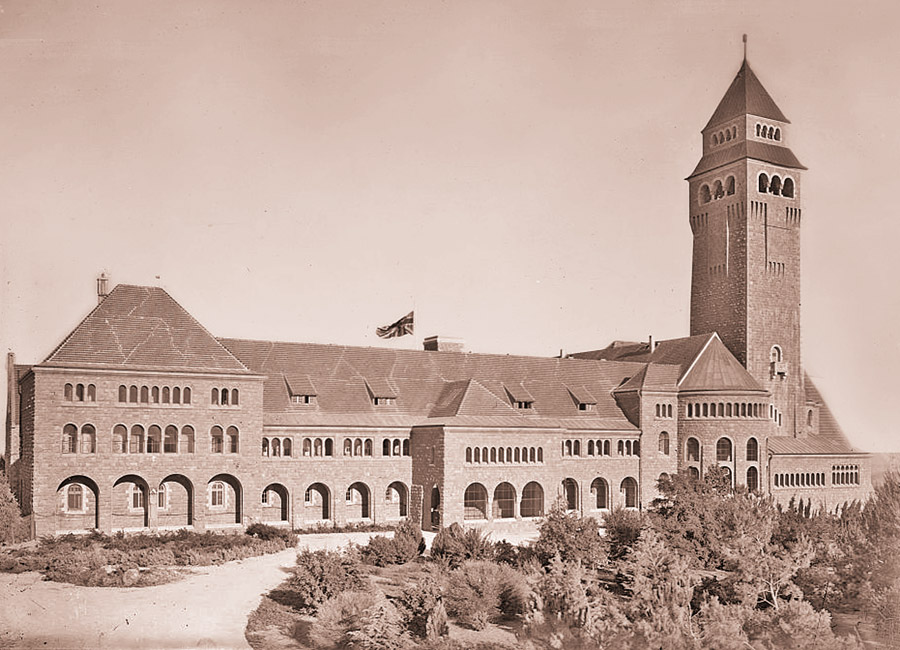
Augusta Victoria sous la Palestine Mandataire, avec le drapeau du Royaume-Uni.

Pendant la Première Guerre mondiale, l'hôpital sert d'hôpital militaire à l'Allemagne. De 1915 à 1917, le complexe est utilisé comme quartier général ottoman par Djemal Pacha. De juin à décembre 1917, l'hôpital sert de quartier général au haut commandement du corps expéditionnaire allemand, l'Asien-Korps. Après la conquête britannique, l'enceinte d'Augusta Victoria sert de quartier général au corps expéditionnaire égyptien du général Edmund Allenby, et plus tard de quartier général de l'Administration militaire britannique du territoire ennemi occupé (Sud).
De 1920 à 1927, Augusta Victoria est la résidence officielle de lord Arthur Balfour, haut-commissaire britannique de la Palestine mandataire. En 1927, les bâtiments sont gravement endommagés lors d'un tremblement de terre. Le toit pointu du beffroi est reconstruit, raccourci de 10 mètres. Le quartier général britannique déménage alors dans le quartier Armon HaNetziv, à la périphérie du quartier sioniste de Talpiot, à Jérusalem. En 1928, le complexe est rendu à son propriétaire allemand d'avant-guerre, la Kaiserin Augusta Victoria Stiftung, et est géré par des diaconesses.

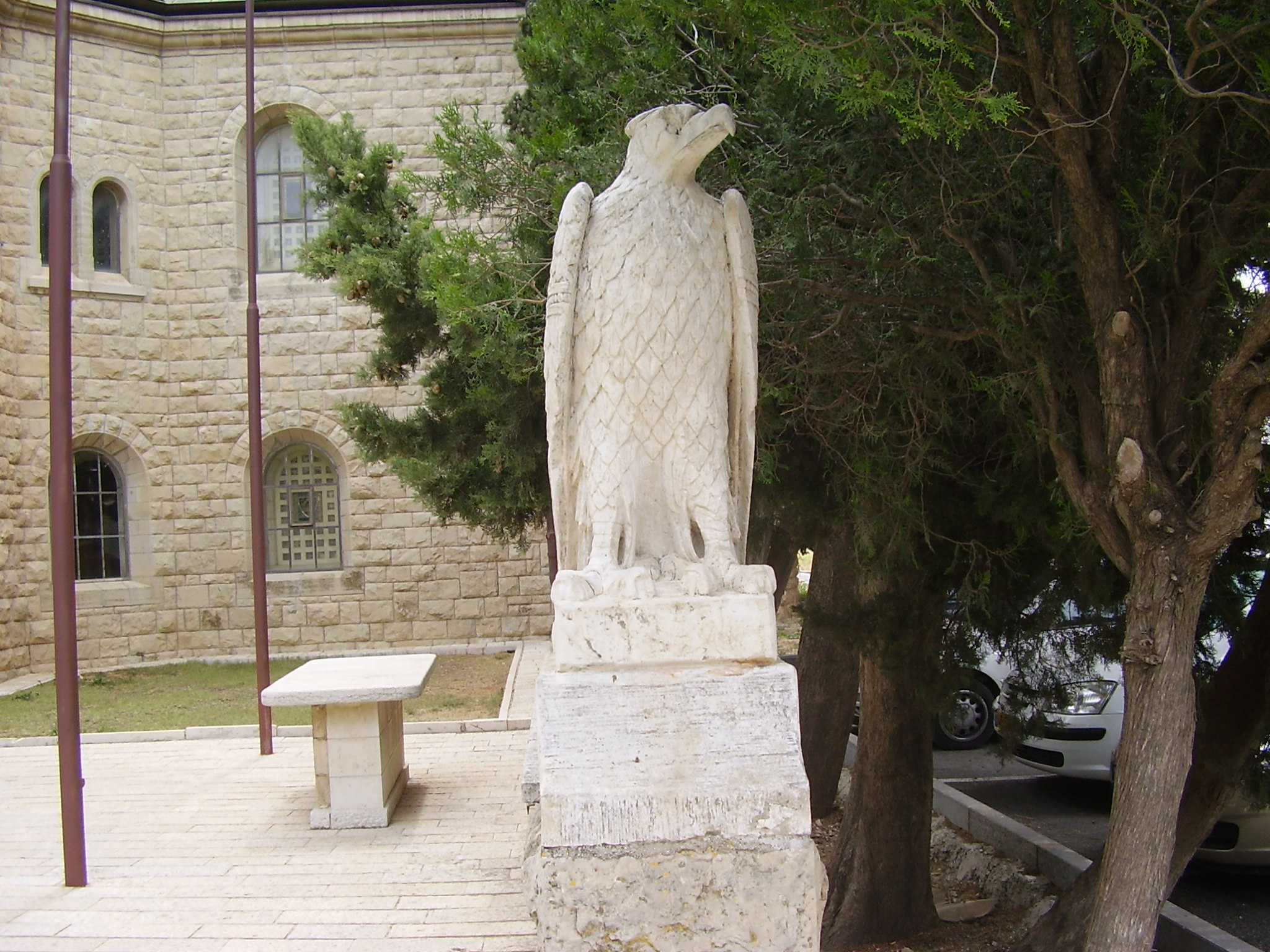
Aigle prussien à l'entrée de l'église d'Augusta Victoria.

Dans les années 1930, le parti nazi tient des réunions et des assemblées à Augusta Victoria, sous la direction de Ludwig Buchhalter, un membre de la  Société des Templiers nommé chef de la branche hiérosolymitaine du parti nazi en 1934. Pendant la Seconde Guerre mondiale, le complexe est de nouveau réquisitionné et utilisé comme hôpital par les Britanniques.

### Depuis 1948 et la déclaration d'indépendance d'Israël

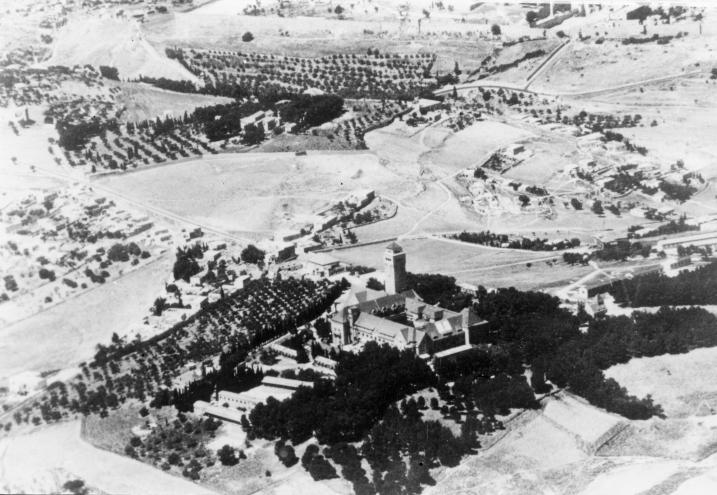
Augusta Victoria vue du ciel en 1948

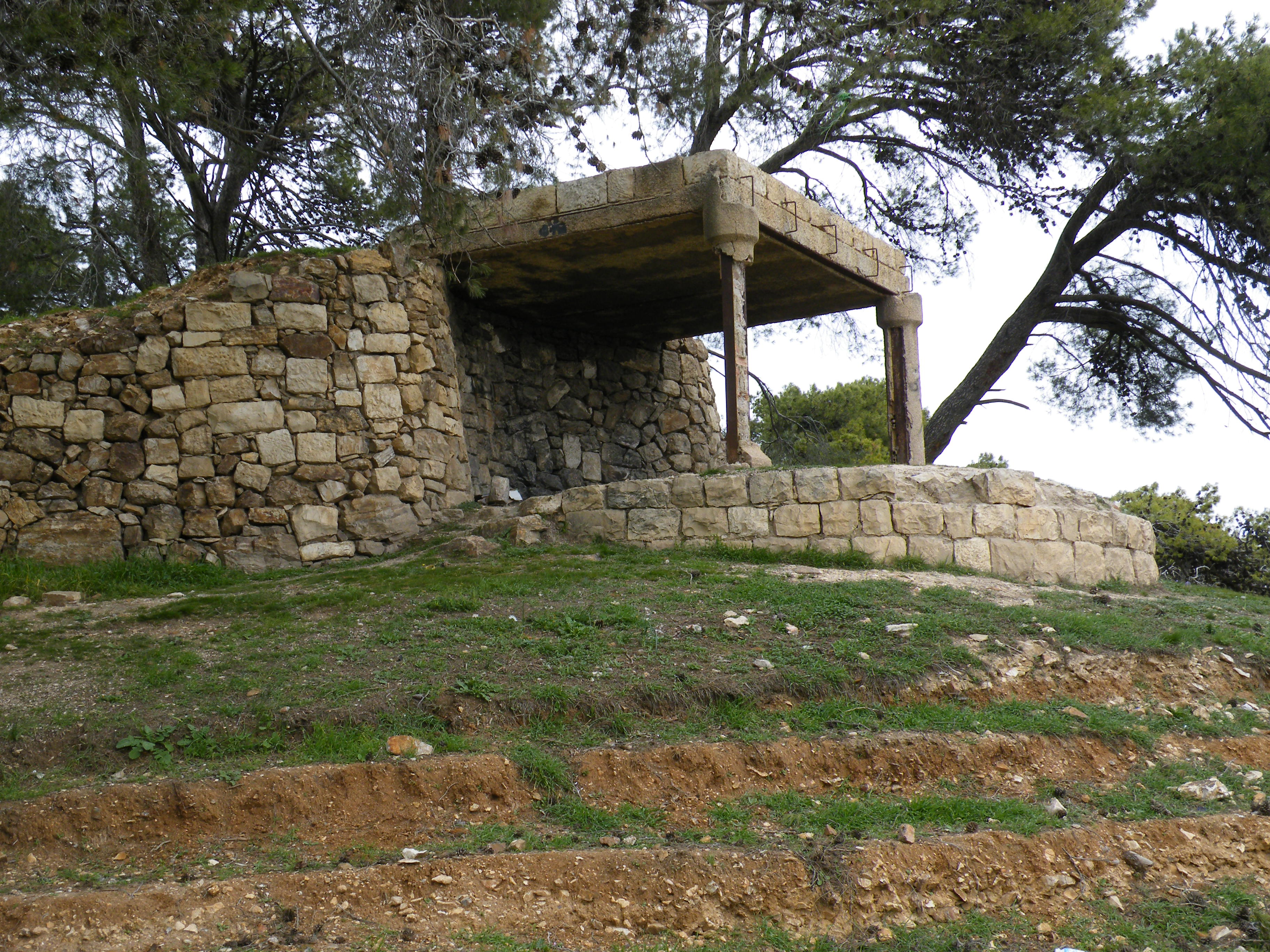
Un bunker jordanien sur le terrain d'Augusta Victoria

Après la Seconde Guerre mondiale, la totalité des biens de la mission évangélique allemande en Palestine est transmis à la Fédération luthérienne mondiale. En 1950, la Fédération crée un grand hôpital pour les réfugiés palestiniens. Le directeur de l'hôpital jusqu'en 1956 est le palestinien Tawfiq Canaan. L'hôpital Augusta Victoria est cofinancé par la Fédération luthérienne mondiale et l'Office de secours et de travaux des Nations Unies pour les réfugiés de Palestine dans le Proche-Orient (UNRWA),,.
Sous l'administration jordanienne, c'est un hôpital militaire pour les soldats de la Légion arabe. Le site est fortifié avec plusieurs bunkers avant la Guerre des Six Jours. Le bâtiment est fortement endommagé. L'étage supérieur, dévasté par un incendie, n'est reconstruit qu'en 1988.
En 2009, Augusta Victoria accueille le dessinateur Guy Delisle, qui y installe son atelier. Il décrit son séjour dans son roman graphique Chroniques de Jérusalem,.
Aujourd'hui, l'hôpital Augusta Victoria fournit des soins spécialisés aux Palestiniens de toute la Cisjordanie et de la bande de Gaza avec des services comprenant un centre de cancérologie, une unité de dialyse et un centre pédiatrique. En 2016, est inaugurée une unité de transplantation de moelle osseuse,,.
L'hôpital compte actuellement 118 lits d'hospitalisation, 52 lits et stations ambulatoires et 403 membres du personnel. En 2016, il admet 12 605 patients et effectue 22 716 séances de dialyse, 20 088 séances de chimiothérapie et 25 585 séances de radiothérapie. C'est le deuxième plus grand hôpital de Jérusalem-Est, ainsi que le seul hôpital de soins spécialisés restant situé en Cisjordanie ou dans la bande de Gaza.
L'hôpital est membre du Réseau d’hôpitaux de Jérusalem-Est, à côté notamment de l'Hôpital ophtalmologique de Saint-Jean de Jérusalem, d'obédience anglicane.

## Complexe

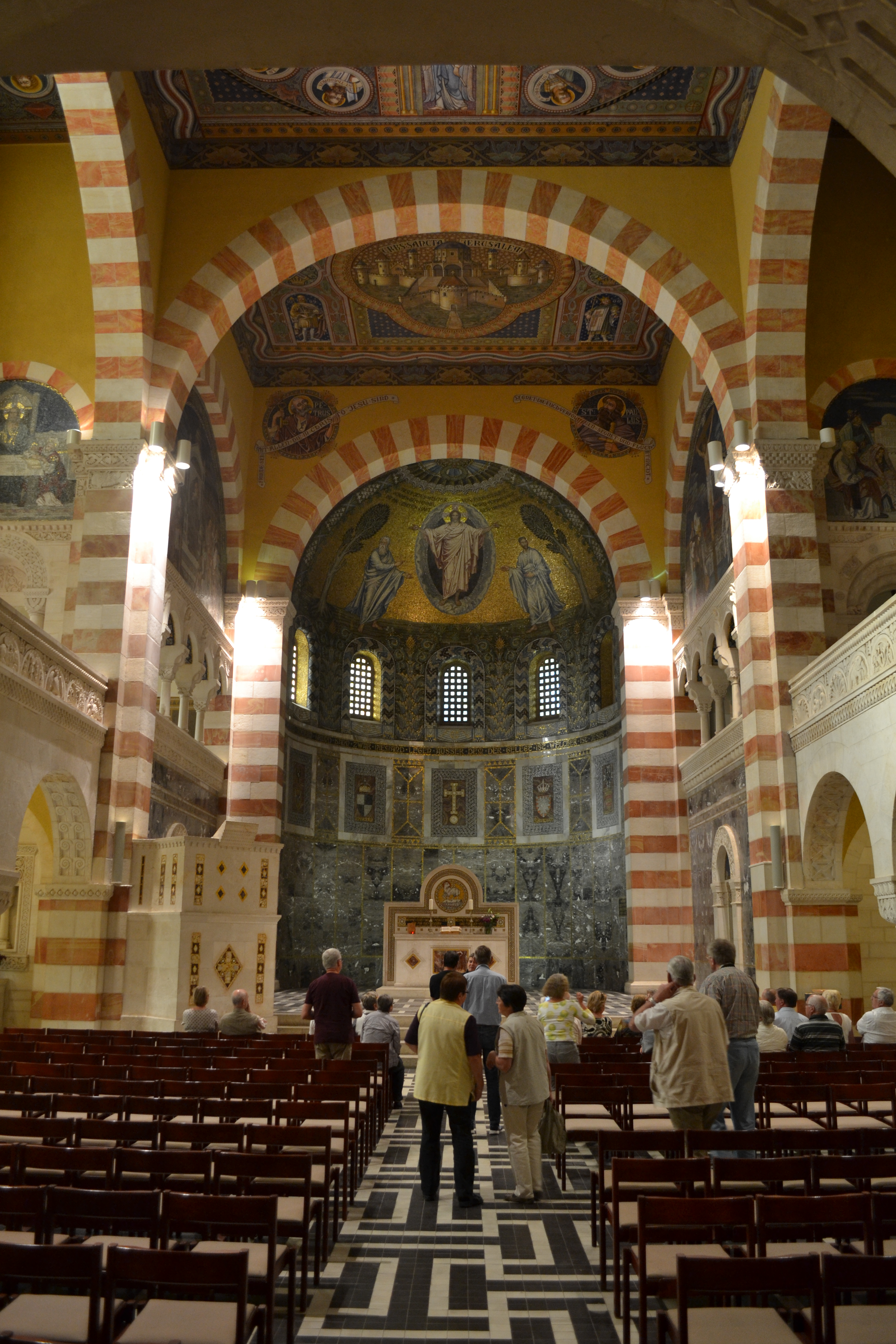
Intérieur de l'église protestante allemande de l'Ascension.

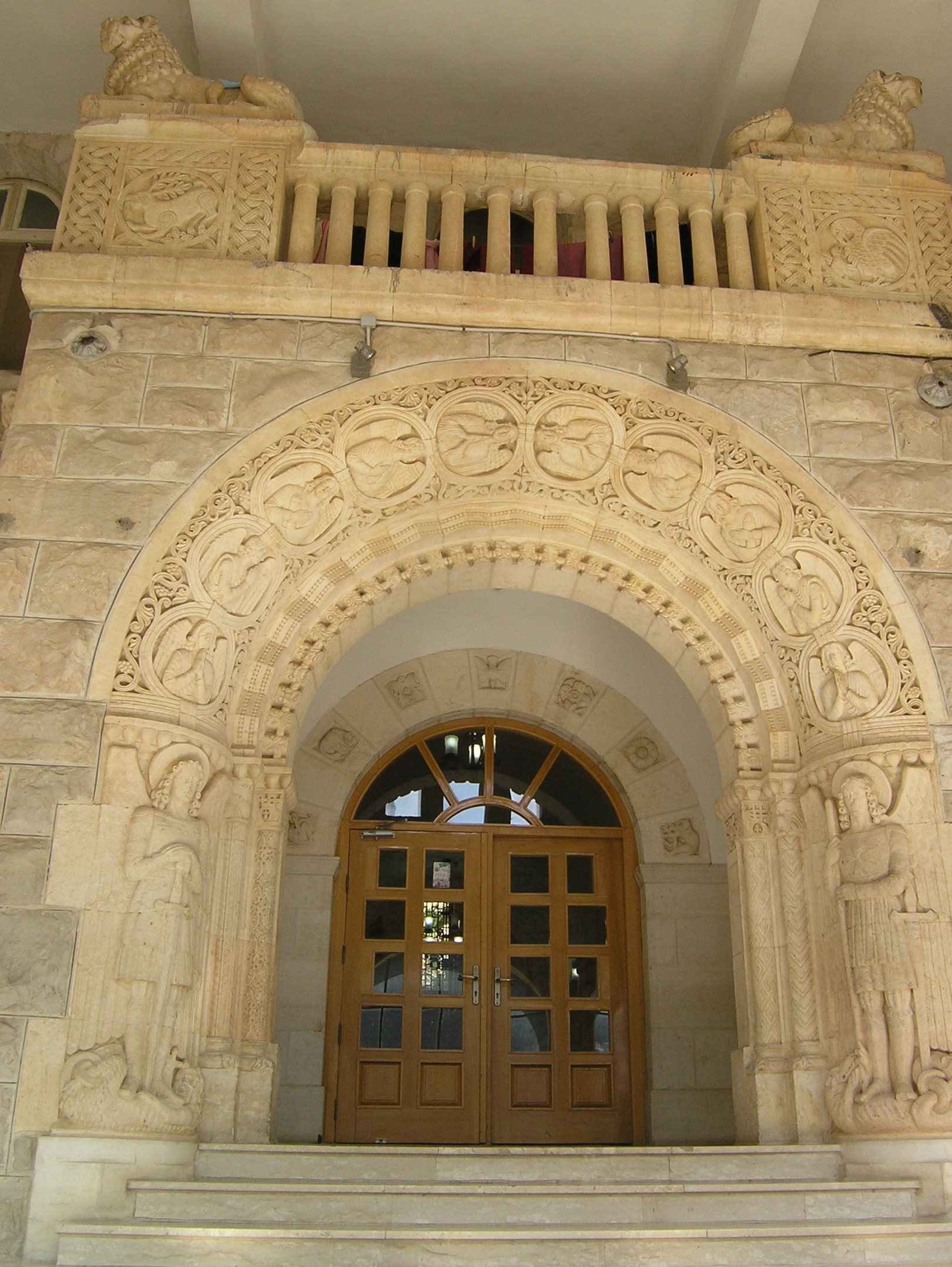
Entrée d'Augusta Victoria.

Le complexe d'Augusta Victoria contient actuellement les bâtiments et institutions suivants :
- Hôpital Augusta Victoria
- Église protestante allemande de l'Ascension[14]
  - Centre de pèlerinage et de réunion protestant (Evangelisches Pilger- und Begegnungszentrum der Kaiserin Auguste Victoria-Stiftung)[15]
  - Une école maternelle interreligieuse[16]
  - Café Auguste-Victoria[17]
- L'Institut protestant allemand d'archéologie (Deutsches Evangelisches Institut für Altertumswissenschaft des Heiligen Landes), branche de Jérusalem (la seconde est à Amman, en Jordanie) [17]

Le presbytère du pasteur de l'Église luthérienne du Rédempteur est également situé sur le site, ainsi que les bureaux administratifs et les quartiers d'habitation des bureaux de Jérusalem de la Fédération luthérienne mondiale.
La maison d'hôtes est gérée par la Fédération luthérienne mondiale pour les volontaires internationaux et les invités.

Peintures germaniques dans l'église
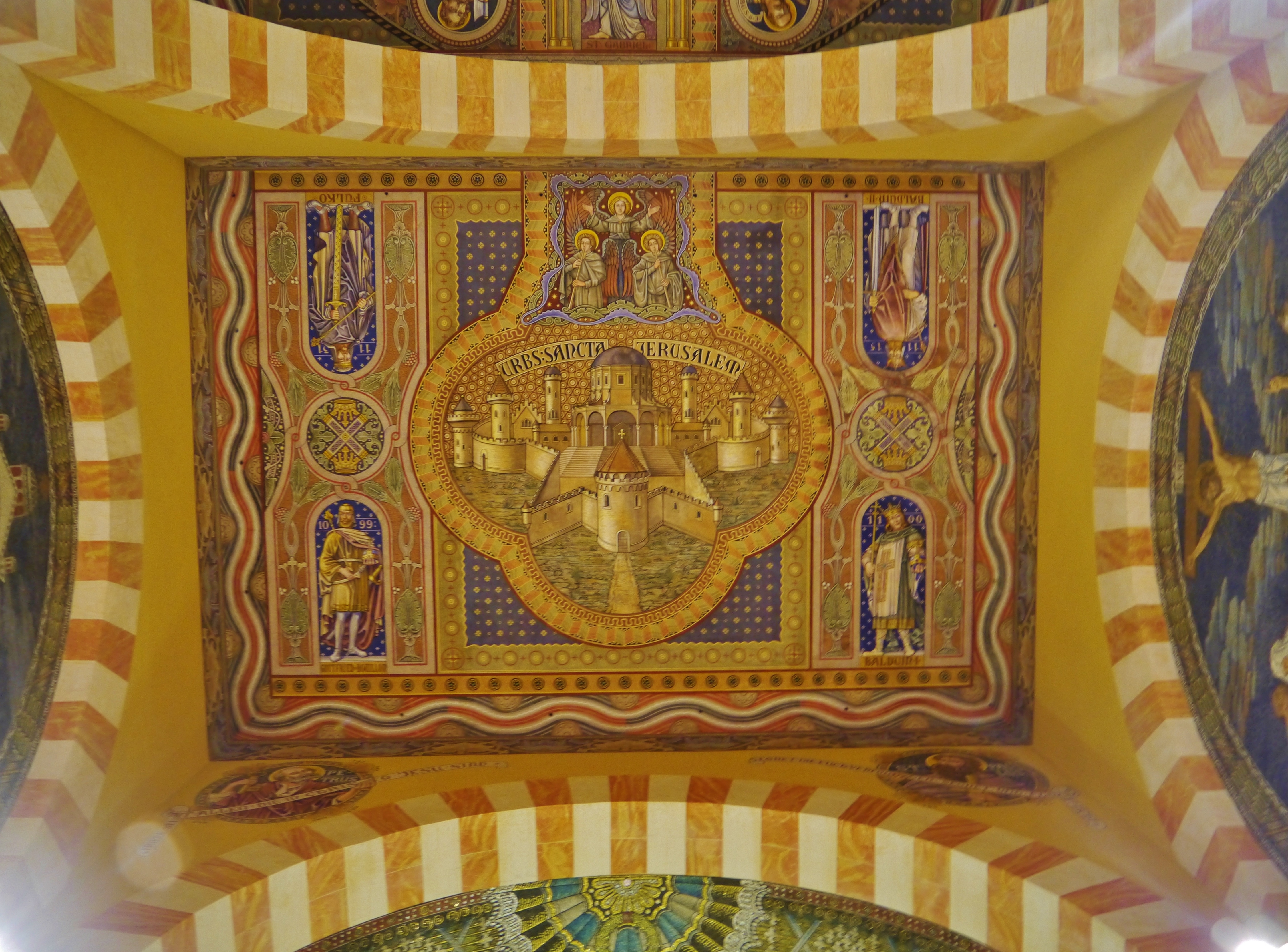
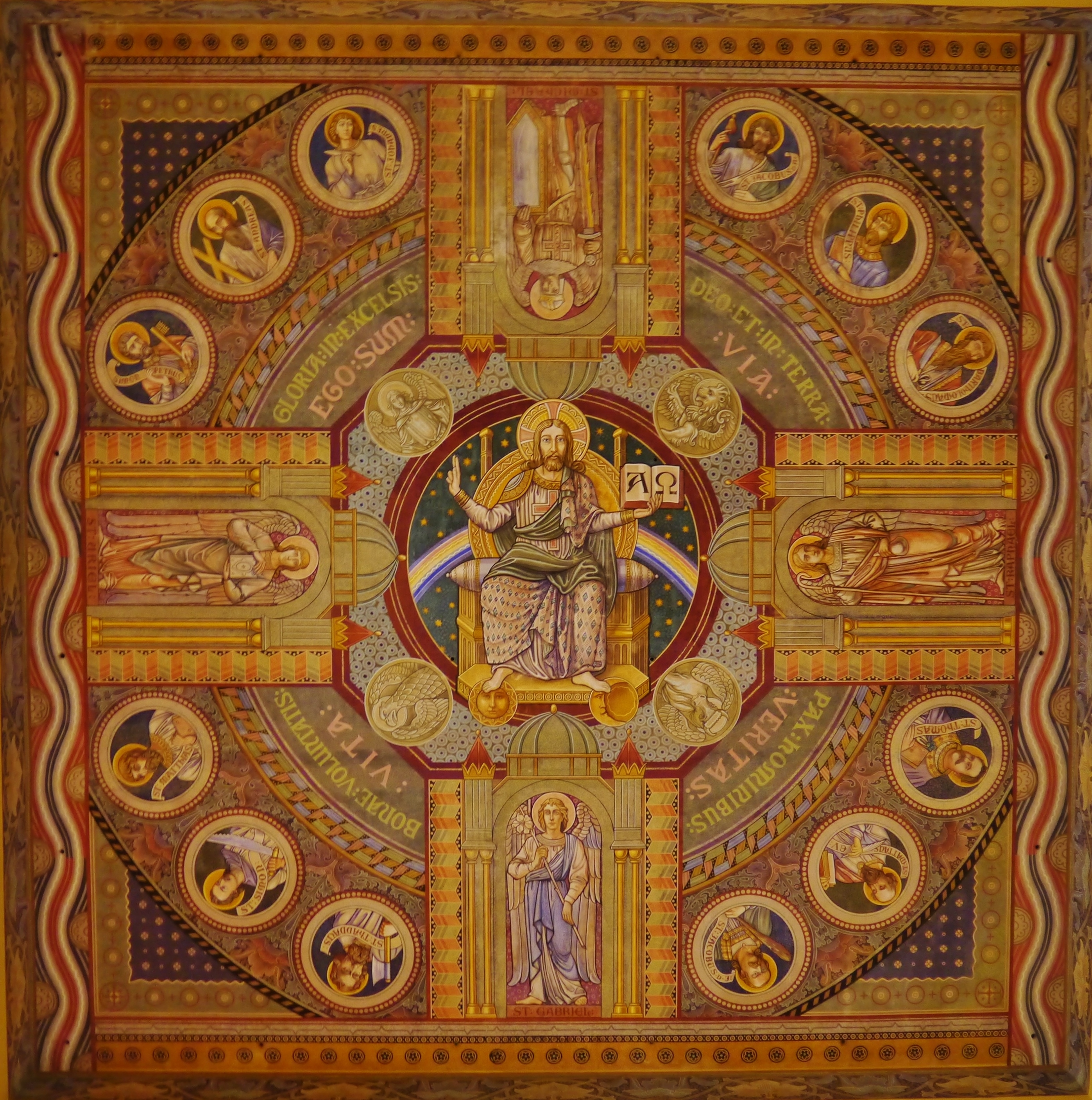
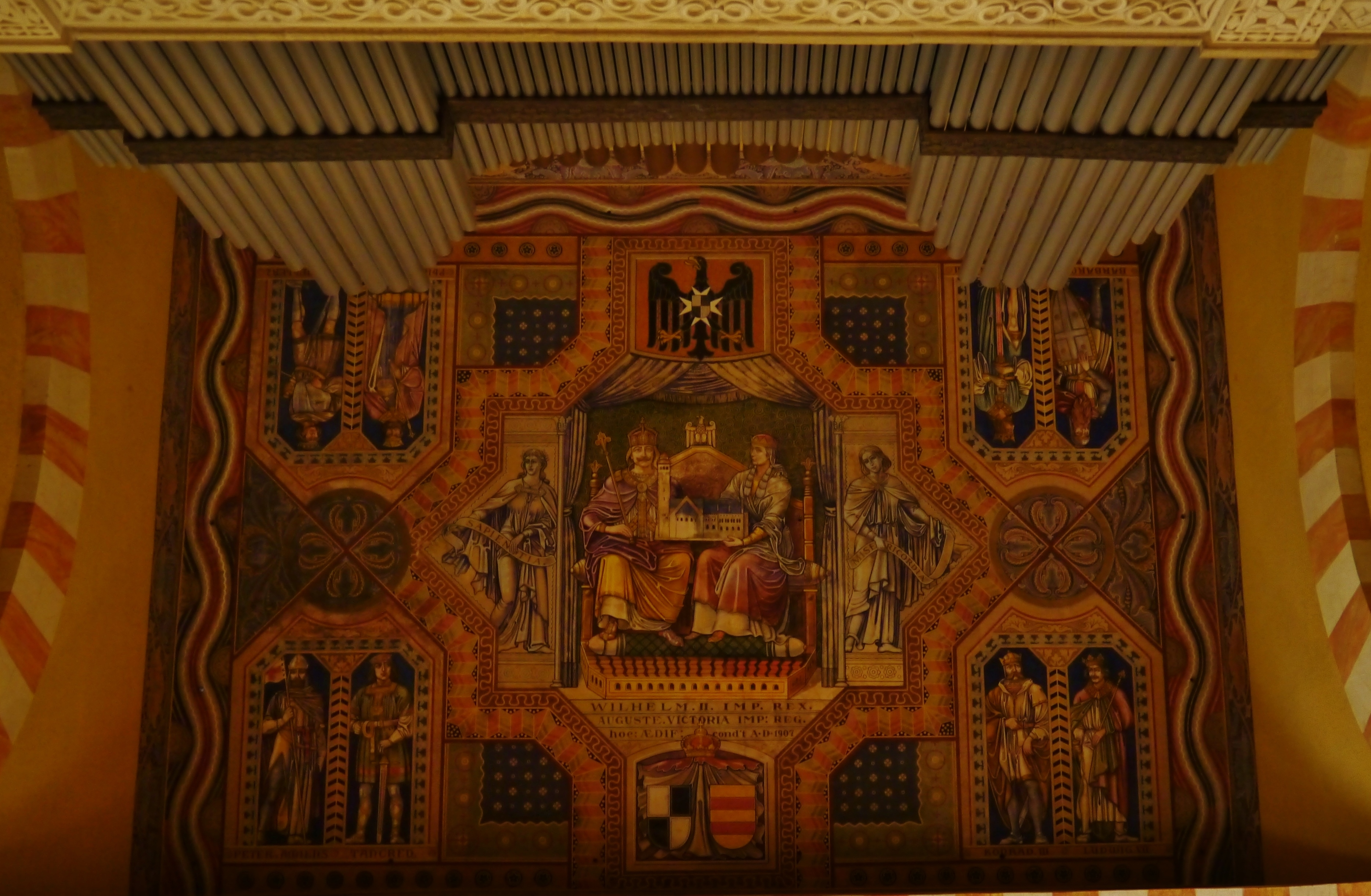